# Esquí acuático en los Juegos Suramericanos de 2014: Wakeboard masculino
La prueba de wakeboard masculino de esquí acuático en Santiago 2014 se disputó en la Laguna Los Morros entre los días 7 y 8 de marzo de 2014, en los cuales se celebró la competencia preliminar y final respectivamente. Participaron 8 atletas de esta disciplina.

## Resultados

### Preliminares
| Rank | Nombre              | País      | Puntaje | Notas |
| ---- | ------------------- | --------- | ------- | ----- |
| 1    | Marcelo Marques     | Brasil    | 80.56   | Q     |
| 2    | Juan Martín Vélez   | Colombia  | 68.33   | Q     |
| 3    | Alejo de Palma      | Argentina | 64.22   | Q     |
| 4    | Juan Vicente Méndez | Venezuela | 64.00   | Q     |
| 5    | Jamie Bazán         | Ecuador   | 58.44   | Q     |
| 6    | Alejandro Velázquez | Paraguay  | 44.67   | Q     |
| 7    | Gino Zunino         | Chile     | 38.34   |       |
| 8    | Ezequiel de Palma   | Argentina | 25.00   |       |

### Final
| Rank              | Nombre              | País      | Puntaje |
| ----------------- | ------------------- | --------- | ------- |
| Medalla de oro    | Juan Vicente Méndez | Venezuela | 87.56   |
| Medalla de plata  | Juan Martín Vélez   | Colombia  | 83.67   |
| Medalla de bronce | Alejo de Palma      | Argentina | 76.11   |
| 4                 | Marcelo Marques     | Brasil    | 70.00   |
| 5                 | Jamie Bazán         | Ecuador   | 60.00   |
| 6                 | Alejandro Velázquez | Paraguay  | 49.11   |